# Lestodiplosis gracilis
Lestodiplosis gracilis är en tvåvingeart som först beskrevs av Jean-Jacques Kieffer 1913.  Lestodiplosis gracilis ingår i släktet Lestodiplosis och familjen gallmyggor.
Artens utbredningsområde är Tanzania. Inga underarter finns listade i Catalogue of Life.